# Giovanni Stradone

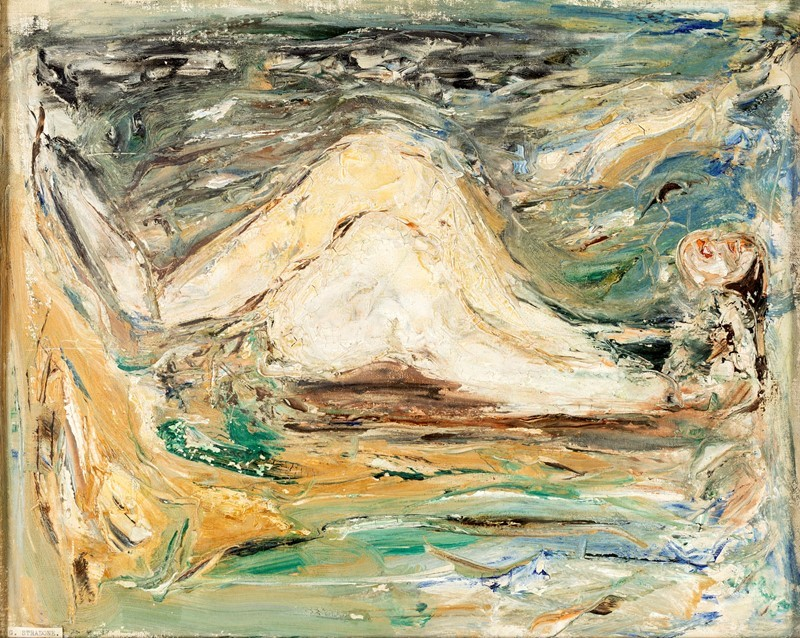
Giovanni Stradone - olio su tela 1953 - Dove sei uccello di bosco 40x50cm - Parma, Collezione Privata

Giovanni Stradone (Nola, 10 novembre 1911 – Roma, 6 febbraio 1981) è stato un pittore italiano.

## Biografia
Giovanni Stradone nasce a Nola (NA) nel 1911 ma da piccolo si trasferisce a Roma con la sua famiglia, per il lavoro del padre. In giovane età, mentre compie gli studi classici, frequenta sul finire degli anni Venti lo studio del pittore Ferruccio Ferrazzi, derivandone forse quell'asprezza e irriducibilità del carattere che lo accompagnerà per tutta la vita. Pochi anni dopo si accosta all'ambiente artistico romano, facente capo a Mafai, Tamburi, Cagli e Omiccioli, divenendo in breve tempo uno dei protagonisti della pittura dell'antinovecento.
(Giorgio De Chirico)
Del '39 è la prima personale alla Galleria del Tevere cui segue tre anni dopo quella alla "Galleria di Roma". Negli anni '40 la sua personalità secondo Venturoli, Virgilio Guzzi, Ercole Maselli e Antonello Trombadori, acquista un nuovo cromatismo tonale con richiami all'espressionismo per un "neoespressionismo tonale e metafisico", così definito da Cesare Brandi nel 1947 e da Giorgio De Chirico nel 1964 (in continuum con gli esiti finali della Scuola romana di Scipione e Mafai) di cui sarà il maggior esponente nella Roma degli anni '40 e che ebbero un iniziale riconoscimento dal Premio Bergamo nel 1942 in cui otterrà il terzo premio davanti a Birolli con il quadro “La notte”.
Nel 1945 espone alla Galleria dello Zodiaco con Piero Sadun e Toti Scialoja con i quali due anni dopo, unitamente a Arnoldo Ciarrocchi, sarà alla Galleria del Secolo con una mostra dal titolo “I quattro artisti fuori strada” così definiti da Cesare Brandi, nell'introduzione al catalogo della mostra, per il loro tratto romantico e decadentista in contrapposizione alle nuove tendenze astrattiste.
Espone alla Biennale di Venezia nel 1948, 1950 e 1954. Nel 1950 invia alla Biennale “L’apoteosi di Bartali” già esposto alla galleria Gioisi di Roma nel 1948 e che verrà censurato per la sua carica irriverente e caricaturale.
Le opere di questo periodo ritraggono soprattutto la città di Roma, con la serie de I Colossei e I notturni romani che molta influenza avranno sui pittori realisti degli anni ’50. Vincitore del Premio della Regione Sicilia, nel 1955 partecipa alla VII Quadriennale di Roma, Saranno gli anni In cui scriveranno su di lui anche Roberto Longhi e Lionello Venturi.
Nello Ponente nel 1955 definirà Stradone un pittore “difficile e spesso polemico”, come si evince anche dai due libelli pubblicati da Stradone: Precisazioni a Guido Ballio e Risposta al pittore Afro Basaldella.
"Il “Premio Latina” nel 1960 e quello alla “IV Biennale dell’incisione italiana contemporanea” a Venezia nel ‘61 e la sua presenza alla retrospettiva dedicata alla ”Scuola romana dal 1930 al 1945”, e l’VIII Quadriennale oltre alla sua partecipazione alla “Mostra del Rinnovamento dell’arte in Italia dal 1939 al 1943” attestano il rinnovato interesse per la pittura di Stradone." Nel 1962 partecipa al Premio di pittura Esso ottenendo il secondo premio ex aequo con Gianfilippo Usellini.
Nel 1967 partecipa alla mostra curata da Carlo Ludovico Ragghianti a Firenze: “Arte moderna in Italia dal 1915 al 1935” e l'anno dopo alla mostra “Mafai, Scipione, Stradone” alla Galleria Senior di Roma dove nel 1973 espone quaranta opere da “Laguna di Venezia” del 1943 ad inediti del 1971.

## Opere letterarie
- Risposta al pittore Afro Basaldella, Roma, Tip. Cossidente, 1957.
- Precisazioni a Guido Ballo, Parma, 1957.

## Opere pittoriche
Nell'ambito della sua copiosa produzione, ricordiamo alcuni suoi lavori:
- Autoritratto, 1930.
- Marcello in paglietta, 1931.
- Ritratto di malato, 1933.
- La notte, 1940.
- Il Colosseo, 1945.
- Notturno sulla Salaria, 1945.
- Marina, 1946.
- L'idillio, 1950.
- Ciclista che corre intorno al Colosseo, 1951.
- Notturno romano, 1955.
- Diogene al premio Lissone, 1955.
- Lo straccivendolo, 1956.
- Incontro al Colosseo, 1956, Galleria d'arte moderna di Roma capitale.
- L'uomo col sacco, 1957.
- Sfollati nelle grotte di Roma, 1958.
- Il Colosseo, 1958.
- Gatto selvatico, 1961